# 夷陵之战
夷陵之战，又称猇亭之战，清朝避諱稱彝陵之战，是三国时期蜀汉君主劉備進攻江東之戰役，是東漢末年、三國初年“三大战役”（官渡之戰、赤壁之戰、夷陵之戰）中的最后一场。221年七月，即劉備稱帝三個月後，以替關羽報仇為由，揮兵東征，氣勢強勁。吳王孫權立即以陸遜率軍應戰，陸遜以逸待勞，擋住漢（蜀）军攻勢，後於222年八月在夷陵一带以火攻打败漢（蜀）军。

## 戰事
东汉建安二十四年（219年），孙权趁劉備的大將關羽正在北伐樊城的空檔，派兵攻打荆州以南的大部分要地，進而偷襲关羽，隨後在麥城之戰將關羽、關平父子擒捉斬殺，正式與劉備方反目為敵。同時孫權又以刘璋为益州牧、周泰为汉中太守，在巫县、秭归设立与刘备治下区划同名的固陵郡并以潘璋为太守，计划进一步攻打刘备治下的益州。
隔年，遠在洛陽的曹操去世，劉備聽到消息後，為了探取曹營方面的動向，以便準備伐吳戰事，便派韓冉到许昌弔喪，並送上錦布等賻贈之禮向曹丕交好。曹丕知曉劉備借喪求好的意圖，下令荊州刺史傅群斬殺韓冉以杜絕劉備。韓冉借病留在上庸躲過一劫，之後曹丕篡漢稱帝正式建立曹魏朝，韓冉以書信告知劉備；劉備收到漢獻帝已死的傳聞，在群臣的上表進奉和萬聲擁戴下，以延續漢室大統之名自立為漢帝，在成都武擔山之南登基，史稱蜀汉。
蜀汉章武元年（221年）四月，劉備稱帝。五月，大將張飛在閬中出征前被部下反叛刺殺，儘管損失了一大戰力，劉備仍舊不改伐吳念頭。七月，以奪回荊州，同時替遇害的關羽報仇為由，親率數萬大軍伐吳。得到消息的孫權連忙遣使求和，由诸葛瑾写信送給劉備陳說利弊，希望劉備能夠打消伐吳念頭。劉備憤怒不答應，拒絕了孫權的求和，孫權便任命陸遜為大都督率軍應戰。
為了避免兩線作戰，八月，孫權以諸侯身份承認曹丕獲禪讓帝位的合法性，向魏國稱臣結盟納貢，獲封吳王與大將軍。

### 以逸待勞
劉備率領大軍進逼夷陵西界，任命馮習為大督，領軍統率蜀漢全軍，張南為前部，輔匡、趙融、廖化、傅肜等將領各為別督。蜀漢將領吳班、馮習等攻破屯在巫縣的李異，蜀軍到達秭歸，武陵當地的五谿蠻遣使響應蜀軍發兵。劉備還守秭歸，吳班和陳式的水軍屯夷陵，夾擊江東的西岸。
222年二月，劉備親自從秭歸進軍猇亭，開通通向武陵郡的道路，並派遣侍中馬良安頓、撫慰五谿蠻，賜予黃金和錦帛，同時授予他們官職和爵位，使五谿蠻相繼響應蜀漢。劉備又以黃權指揮江北軍等，與吳軍在夷陵道對峙。劉備還派遣吳班率數千士兵設在平地立營，打算挑釁敵人進行誘敵作戰；孫軍諸將打算出戰迎擊劉備，陸遜以蜀軍銳氣始盛、求勝心切及乘高守險等緣故，決定先讓一步，再相機決戰，令吳軍退至夷陵（今湖北宜昌北）、猇亭（今湖北宜昌東南）一帶，據守有利地形。蜀軍相繼推進至夷陵以及宜都郡治夷道（今湖北宜都），大致收复宜都郡和东吴置的固陵郡，以廖化为宜都太守。蜀軍連營數百里，並得當地土著部族的支援，聲勢浩大，荆南的桂阳、零陵也发生叛乱以响应，只有长沙因吳軍的步骘率军坐镇而没有异动。
蜀軍頻繁挑戰，但陸遜堅守夷陵不出，孫桓也死守夷道。兩軍相持達半年之久，蜀軍疲憊，為求速戰在山谷設伏兵，並鬆懈防守引誘吳軍來攻，但陸遜沒有中計，劉備知道此計失效，乃從山谷中引出八千伏兵，陸遜此時才開始反擊。

### 火燒連營
閏六月，陸遜在大舉進攻之前，先攻漢軍一營，結果失利，諸將皆說這是浪費兵力、白死了許多將士，陸遜卻說：「吾已曉破之之術。」陸遜發現了漢軍的營寨都是由木柵欄組成，便決定使用火攻。
吳軍放火，並封鎖江面，扼守夷陵要道，展開全線出擊，打了劉備一個措手不及，蜀漢方面的馮習、張南、沙摩柯、马良等人因此陣亡，還有杜路、劉寧等人向吳軍投降。吳軍克營40餘座，陸遜督促諸軍，四面攻擊之，漢軍戰死者數萬，「舟船、器械，水、步軍資，一時略盡，屍骸塞江而下」。傅肜、程畿戰死，統領江面水軍的黃權因回歸蜀漢的退路被吳兵截斷，不得已只好率眾投降魏國。只有向宠所部仍然完整。
大量參戰的蜀漢將領陣亡，劉備大敗，與殘部退回益州，直至永安縣的白帝城（今重慶奉節東），隨後一病不起。其先前夺取的宜都郡、东吴固陵郡皆被东吴收复。而東吳方面，徐盛、潘璋、宋謙等人各競表言「劉備必可以擒獲，請求再次出兵。」陸遜與朱然、駱統則上言孫權：「曹丕大合士衆，外託助國討備，內實有奸心，謹決計輒還。」孫權聞奏，便下令停止追擊劉備，同時調軍回防曹丕。秋九月，曹丕開始攻吳。

### 議和
《吳書》222年12月，孫權說：「近日收到玄德（劉備）的求和書信，其已深感愧疚。孤之前之所以名西邊為蜀，是因為漢獻帝尚在，如今漢朝已被廢除，劉備可以自名為漢中王。」於是派遣鄭泉出使蜀，劉備問鄭泉：「為什麼吳王不回覆我的求和信？莫非我名不正、言不順？」鄭泉回覆劉備：「託為宗室，曹氏篡漢不先討曹氏，反自立為帝，不得天下所認同，所以殿下一直不答復你之前的求和。」劉備聽後非常慚愧。之後，孫劉兩方開始恢復正常的外交往來。
《吳錄》劉備在後來聽聞魏軍大出伐吳，就寫信給陸遜：「如今賊軍已到達江陵，若果我再次東征，將軍（陸遜）能夠應付不？」陸遜回信答道：「但恐怕蜀軍剛破，創傷未癒，率先求和通好，且應當休養生息，不要再窮兵黷武了。若不為自己打算，就會招來另一個滅頂之災，你若果從老遠來送死，這次就無法逃走了。」
《晉書》陸遜既打敗蜀軍，致使劉備在白帝城絕命，同時又打敗魏軍，挫敗兩國將領，因此曹魏向吳請好，蜀漢向吳乞求結盟，所以孫權改年號，鼎足而立。
《蜀書》222年，孫權得知劉備沒有退回成都，而是持續待在離前線很近的白帝城，感到疑慮的孫權便主動遣使再次議和及探查劉備態度。劉備同意並派宗瑋復命。

## 影响
此戰，劉備的漢軍以八萬大軍的情況下先是擊退東吳的前線部隊，孫權令陸遜迎敵後雙方成對立之勢。劉備雖用詭計引誘東吳出兵，但被陸遜識破。又劉備因天熱在密林紮營被陸遜使用火攻造成兵士資源大量折損，雖然在此之後劉備帶著殘兵登上馬鞍山意圖重整軍勢，卻被追擊而來的陸遜下令圍山包抄進一步造成其軍隊大量傷亡，劉備因此無力反擊進而慘敗，在吳軍一路追擊下遁逃至白帝城。東吳守住了荆州，而蜀漢大敗元氣大傷，無力外征只能固守，花了數年到公元227年後，諸葛亮才有餘力發兵北伐。章武三年（223年）二月，劉備召成都的丞相諸葛亮到其所在的永安。三月，劉備病勢加重，向諸葛亮交代後事，託付蜀漢的軍政大權，四月，劉備在永安宮（今奉節師範學校內）逝世，後諸葛亮遣使與東吳恢復同盟，共同對抗曹魏。东吴亦未將此戰中一度失守後收復的固陵郡恢复建置，仍将其并入宜都郡。
經此一役，雙方實力都受到影響，蜀吳消除矛盾重修於好，自此到蜀亡時二國再無大戰，同時往北與曹魏對峙。到263年魏滅蜀之戰之前三國領土再無重大改變，因此夷陵之戰被認為是前後三國之分界。宋末、元初史學家胡三省稱：「曹公不追關羽，陸遜不再攻劉備，其所見固同也。以智遇智，三國所以鼎立歟！」

## 历代评价
夷陵之战中，“火烧连营”可以认为是重要转折，这既是刘备最大的军事失误，也是陆逊军事谋略的重要体现。当魏文帝曹丕得知刘备连营七百里，就对群臣说：“备不晓兵，岂有七百里营可以拒敌者乎！‘苞原隰（ㄒㄧˊ）险阻而为军者为敌所禽’，此兵忌也。孙权上事今至矣。” 
而对于陆逊的出色指挥，晋代史学家陈寿在《三国志·吴书·陆逊传》中的评语写到：“刘备天下称雄，一世所惮，陆逊春秋方壮，威名未著，摧而克之，罔不如志。予既奇逊之谋略，又叹权之识才，所以济大事也。” 
晋代文学家陆机在《辨亡论》称赞陆逊说：“汉王亦冯帝王之号，率巴、汉之民，乘危骋变，结垒千里，志报关羽之败，图收湘西之地。而我陆公亦挫之西陵，覆师败绩，困而后济，绝命永安。续以灞须之寇，临川摧锐，蓬笼之战，孑轮不反。”
西秦高祖乞伏乾归曾对麾下诸将说：“昔曹孟德取袁本初于官渡，陆伯言摧刘玄德于白帝，皆以权略取之。”
明代小说家罗贯中对于夷陵之战，写诗歌三首称赞陆逊，一是：“坐帐谈兵按六韬，安排香饵钓鲸鳌。三分自是多英俊，又显江南陆逊高。”二是：“陆逊运良筹，能分吴国忧。挥毫关将堕，焚铠蜀王羞。功业昭千载，声名播九州。至今巫峡地，草木尚添愁。”三是：“持矛举火破连营，玄德穷奔白帝城。一旦威名惊蜀魏，吴王宁不敬书生。” 
清代学者邓廷罗在《兵镜》中评价说：“司马懿挑朱然，吴班挑陆逊，皆不得行其计，岂非将之有能有不能哉？”
毛泽东读卢弼《三国志集解》卷五十八《吴书·陆逊传》的批语说：“土石为之，亦不能久，粮不足也。宜出澧水流域，直出湘水以西，因粮于敌，打运动战，使敌分散，应接不暇，可以各个击破。”

## 參戰将领
|  | - 蜀軍 - 劉備（兵退白帝城，病逝） - 張飛（出征前被部下張達、范彊所殺） - 吳班 - 馮習、張南（戰死） - 傅肜（戰死） - 輔匡 - 趙融 - 廖化（失荊州時降吳，此時回歸蜀漢） - 向寵 - 陳式 - 李朝 - 程畿（戰死） - 馬良（戰死） - 沙摩柯（戰死） - 王甫（戰死） - 黃權、龐林（降魏） - 杜路、劉寧（降吳） - 趙雲（駐江洲，援永安） - 馬忠（援永安） | - 吳軍 - 陸遜 - 朱然 - 潘璋 - 宋謙 - 韓當 - 徐盛 - 鮮于丹 - 孫桓 - 李異 - 駱統 - 劉阿 - 蔣壹 - 丁奉 - 步騭（鎮壓五谿蠻夷） |

## 三國演義
- 明代《嘉靖本》、《志傳本》、《李評本》均稱此役為「夷陵」，清代以後的刊本均改稱「彝陵」。
- 甘寧與黃忠早在夷陵之戰前病死，甘寧非為蠻將沙摩柯所射殺，黃忠也並非因逞強出擊而中潘璋的埋伏陣亡。
- 周泰、关兴與张苞正史中并未记载参与此战，且从张飞西乡侯爵位传于次子张绍来看，张苞很可能早于张飞去世。而周泰也沒斬沙摩柯。
- 朱然與潘璋等數位知名的吳國將領實在夷陵之戰中立下戰功，并没有在此役战死，却在演義中成为潘璋被关兴所杀，朱然追击刘备被赵云赶到一枪刺死，亦因此造成之後東吳防守曹魏的江陵之戰沒有详寫，并将朱然的战功嫁接给陆逊。
- 士仁（演義被誤為傅士仁）與糜芳投降東吳後並未逃回蜀漢，也未殺馬忠，然而在演義中被描寫兩人見情況不對勁便殺死馬忠逃回蜀漢，遭劉備處刑。范彊與張達同理。
- 陸遜並非演義中只有二十七歲及從未带兵的將領，大戰時他其實已接近四十歲。
- 演义中被蜀军斩杀的吴将夏恂、周泰弟周平、谭雄、史迹、崔禹均不见于史料记载。
- 新三国电视剧中韩当和周泰率军在富池口中了蜀军伏击，幸得程普率军来救而突围，程普被沙摩柯一箭射杀，程普早已经在210年和周瑜同年病死，并没有参加夷陵之战，富池口之战同样没有正史记载。